# Вегас-де-Матуте
Вегас-де-Матуте (ісп. Vegas de Matute) — муніципалітет в Іспанії, у складі автономної спільноти Кастилія-і-Леон, у провінції Сеговія. Населення — 297 осіб (2010).
Муніципалітет розташований на відстані близько 65 км на північний захід від Мадрида, 20 км на південний захід від Сеговії.
На території муніципалітету розташовані такі населені пункти: (дані про населення за 2010 рік)
- Вегас-де-Матуте: 297 осіб
- Лос-Анхелес-де-Вегас-де-Матуте: 0 осіб

## Демографія
Динаміка населення (INE ):